# 盘螺科
盘螺科（學名：Valvatidae）在生物分类学是一個體型很細小的淡水螺的科，是一類有螺厣的淡水生腹足纲软体动物。

## 分類學

### 2005年分類
根據2005年出版的《布歇特和洛克羅伊的腹足類分類》，本科是異鰓類下異鰓類非正式群組之下其中一個總科盘螺总科的成員，之下並沒有亞科。

### 2017年分類
根據2017年末出版的《布歇特等人的腹足類分類》，盤螺科仍屬異鰓類之下的下異鰓類，但這兩個群組在剔除不相關的物種後，改稱為異鰓亞綱及下異鰓下綱。有其他文獻指盤螺科之上的分類單元除了形態近似以外，基本上與盤螺科關係不大，所以採納了另外的不分等（non-ranked）上層分類「外鰓類」以取代過往的上層分類盘螺总科（Valvatoidea）:3。

### 屬
本科的模式属是盘螺属（Valvata O.F. Müller, 1774），包括下列各個屬，合共71個淡水物種：
- Andrussovia Brusina, 1903
- 第聂伯河盤螺屬（英语：Borysthenia） Borysthenia Lindholm, 1933
- 肋盤螺屬 Costovalvata Polinski, 1932
- Liratina Lindholm, 1906[來源請求]
- Megalovalvata Lindholm, 1906
- 盘螺属 Valvata Müller, 1774
  - Cincinna Hübner, 1810：部分文獻視本屬為獨立一屬[7]，又或視為盤螺屬之下的亞屬。

## 生態學
盤螺科物種在量度水質方面很有用，因為可作為水質的生物學指標。

## 延伸閱讀
- Hannibal, H. . The Nautilus. 1910: 104–107 （英语）.